# Víctor Pacheco
Pour les articles homonymes, voir Pacheco.
Víctor Pacheco, né le 24 septembre 1974 à Suán (Colombie), est un footballeur colombien, qui évoluait au poste de Milieu de terrain à l'Atlético Junior, à l'Independiente Medellín, au CF Atlante, au CD Marte, à l'América Cali, à l'Atlético Bucaramanga, à Boyacá Chicó, au Deportivo Pasto, au Bogotá FC et à l'Uniautónoma FC ainsi qu'en équipe de Colombie.
Pacheco marque trois buts lors de ses vingt-huit sélections avec l'équipe de Colombie entre 1993 et 2005. Il participe à la Copa América en 1993 et 1997 avec la Colombie.

## Carrière
- 1992-1999 : Atlético Junior
- 1999-2000 : Independiente Medellín
- 2000 : CF Atlante
- 2001 : CD Marte
- 2002-2006 : CF Atlante
- 2006 : Atlético Junior
- 2006-2007 : América Cali
- 2007 : Atlético Bucaramanga
- 2008 : Boyacá Chicó
- 2009 : Deportivo Pasto
- 2009 : Atlético Junior
- 2010 : Bogotá FC
- 2011 : Uniautónoma FC  [1]

## Palmarès

### En équipe nationale
- 28 sélections et 3 buts avec l'équipe de Colombie entre 1996 et 2005.
- Troisième de la Copa América 1993.
- Quart-de-finaliste de la Copa América 1997.

### Avec l'Atlético Junior
- Vainqueur du Championnat de Colombie de football en 1993 et 1995.

### Avec Boyacá Chicó
- Vainqueur du Championnat de Colombie de football en 2008 (Tournoi d'ouverture).